# کریستاک اکسارکو
کریستاک اکسارکو (انگلیسی: Kristaq Eksarko؛ زادهٔ ۱۲ نوامبر ۱۹۵۹) بازیکن فوتبال اهل آلبانی بود.
وی همچنین در تیم ملی فوتبال آلبانی بازی کرده‌است.